# 国学資料院
国学資料院（こくがくしりょういん）は、韓国の出版社である。文化人類学、現代文学、古典文学、言語学、歴史学など人文関係の専門書、研究叢書、単行本を出版する出版社。英文社名はKookhak Co.,LTD.。

## 所在地
- 本社：韓国ソウル特別市江東区ソンアン路13
- 電話：02-442-4623